# Mariene ecoregio Rio Grande
De Mariene ecoregio Rio Grande (181) (Engels: Rio Grande marine ecoregion) is een biogeografische regio en ligt in het zuidwesten van de Atlantische Oceaan in de Mariene provincie Warme Gematigde Zuidwestelijke Atlantische Oceaan (47) in het Marien rijk Gematigd Zuid-Amerika. De mariene ecoregio is vastgesteld door het World Wide Fund for Nature en The Nature Conservancy en is vernoemd naar Rio Grande do Sul.
In het noordoosten grenst het gebied aan de mariene ecoregio Zuidoostelijk Brazilië (180) en in het zuidwesten aan de mariene ecoregio Uruguay-Buenos Aires Plat (183).

## Geografie
De mariene ecoregio ligt in het zuidwesten van de Atlantische Oceaan voor een stuk van de zuidoostkust van Brazilië. Het gebied strekt zich uit van Tubarão tot aan de grens met Uruguay en omvat onder andere de Lagoa dos Patos.
Door het gebied stroomt de Braziliëstroom, onderdeel van de Zuid-Atlantische gyre.

## Biogeografie
Het gebied kent zeeleven dat houdt van gematigde temperaturen.